# Henriettea horridula
Henriettea horridula là một loài thực vật có hoa trong họ Mua. Loài này được Pilg. mô tả khoa học đầu tiên năm 1905.